# Троїцький Павло Микитович
Павло́ Мики́тович Тро́їцький (* ? — † 15(27) січня 1886, Сімферополь) — протоієрей, краєзнавець.

## Біографія
Закінчив Смоленську духовну семінарію, Московську духовну академію. Ключар Кам'янець-Подільського кафедрального собору (1853—1874). Професор Подільської духовної семінарії (1844—1854). Викладач закону Божого в Кам'янець-Подільській чоловічій гімназії (1849—1869), приватному жіночому пансіоні Катерини Коцієвської. Перший редактор «Подільських єпархіальних відомостей» (1862—1865). Автор статті про Іоанно-Предтеченську церкву в Кам'янці-Подільському (1862).